# Aserbaidschanisches Staatliches Puppentheater

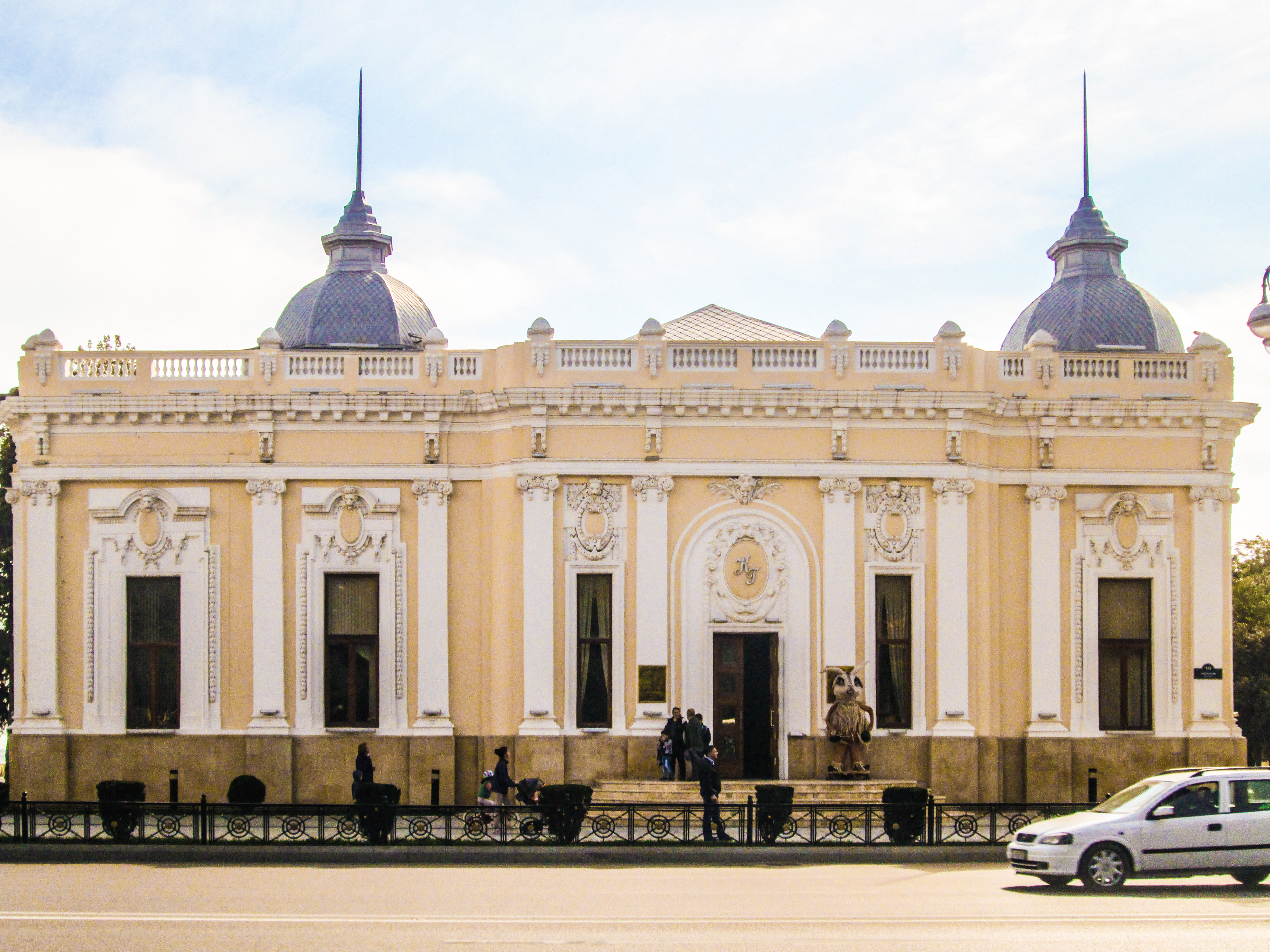
Gebäude des Aserbaidschanischen Staatlichen Puppentheaters.

Das Aserbaidschanische Staatliche Puppentheater (aserbaidschanisch Azərbaycan Dövlət Kukla Teatrı), formell: Aserbaidschanisches Staatliches Puppentheater, benannt nach Abdulla Schaig (aserbaidschanisch Abdulla Şaiq adına Azərbaycan Dövlət Kukla Teatrı), ist ein Puppentheater in der aserbaidschanischen Hauptstadt Baku. Es befindet sich im Stadtzentrum in der Neftschiler Straße. Es wurde 1910 vom polnischen Architekten Józef Płoszko im eklektischen Stil erbaut und zunächst als Kino mit dem Namen „Phenomenon“ betrieben.
Die Größe der Puppen variiert von wenigen Zentimetern bis zur doppelten Größe eines Menschen.

## Überblick

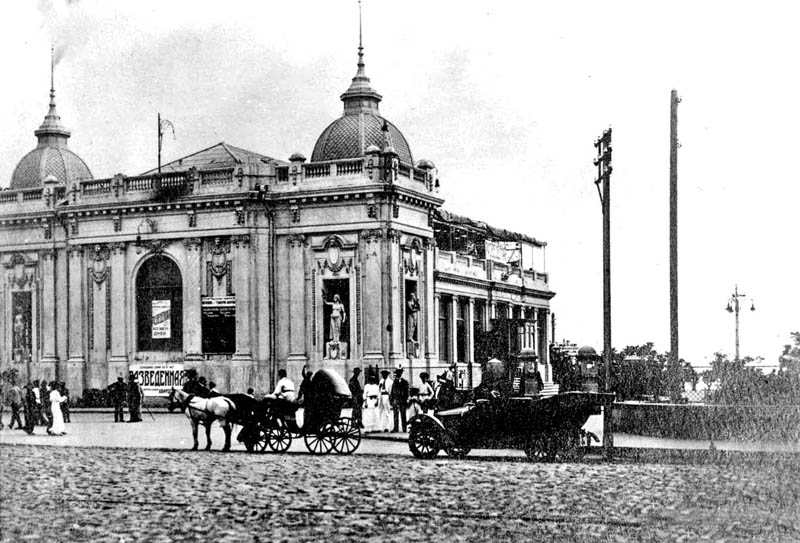
Das Gebäude im Jahr 1910, dem Jahr seiner Einweihung als Kino „Phenomenon“.

Das Theatergebäude wurde am Baku Boulevard errichtet, als es dort noch keine Grünflächen gab. Das neu errichtete Gebäude verfügte über eine Lüftungsanlage, was damals ein Novum war. Als das Kino im Juni 1910 eröffnet wurde, machte die Verwaltung Werbung für die Besonderheiten eines vollständigen Luftaustauschs des Raumlufts, der alle 15 Minuten erfolgte, und eines speziellen Ozonators.
Der Zuschauerraum des Kinos war 24 m lang, 11 m breit und 10 m hoch. Im Parterre standen 400 Sitzplätze zur Verfügung. Zusätzlich gab es 7 Logen und im oberen Bereich 3 Verandas.

## Geschichte

### Geschichte des Gebäudes
Der erste Eigentümer des Kinos „Phenomenon“ war M. Gofman. Er plante, den Kinosaal für Aufführungen zu vermieten. Die Unternehmer besorgten sich bei den Stadtbehörden die Erlaubnis, das Gebäude in Zukunft zu erweitern. Infolgedessen wurde das architektonische Erscheinungsbild des Gebäudes durch die Denkmäler von 4 antiken mythologischen Figuren – Merkur, Bacchus, Poseidon und Aphrodite – vervollständigt.
1921 wurde das Gebäude nach dem Projekt des aserbaidschanischen Architekten Zivər bəy Əhmədbəyov grundlegend für das Theater „Satyragite“ umgebaut und erhielt sein heutiges Aussehen.
Das Gebäude wurde bis 1931 als Kino, Theater und als „Museum für landwirtschaftliche Errungenschaften“ betrieben.

### Geschichte des Puppentheaters
Die Idee, ein Puppentheater zu gründen, kam vom Theaterschauspieler Molla Agha Babirli. Auf Initiative von Theateraktivisten unter der Leitung von Dschafar Dschabbarli wurde das Puppentheater 1931 durch einen Beschluss der Bildungskommission der Aserbaidschanischen SSR gegründet. Das erste im Theater aufgeführte Stück war 1932 „Zirkus“. Das Puppentheater war von 1931 bis 1941 und von 1946 bis 1950 unabhängig, 1941 bis 1946 unter dem Aserbaidschanischen Staatstheater für junge Zuschauer und 1950 unter der Aserbaidschanischen Staatlichen Philharmonie. 1964 erhielt das Theater den Status eines „Staatstheaters“.
Seit 1975 werden auch Stücke für ein erwachsenes Publikum aufgeführt.